# Główszczyzna
Główszczyzna (łac. poena capitis „kara głowy”) – kara prywatna w prawie średniowiecznym; suma pieniędzy należna rodzinie ofiary (lub jej panu feudalnemu) za głowę zabitego.
Podobną karą była nawiązka płacona za zranienie.

## Początki
Instytucja ta była znana w starożytności, o czym świadczą fragmenty poematów homerowych:
A przecież niejeden brata zabójstwo
albo śmierć syna własnego pozwala szczodrze okupić –
w kraju zostaje zabójca, złożywszy okup bogaty,
w tamtym zaś serce ucichnie i mężna dusza gniew stłumi
oraz
W rynku tymczasem przechodnie stanęli ciżbą, bo waśnią
jacyś mężowie tam byli dwaj o zapłatę skłóceni.
Jeden z nich mówił, że okup za mężobójstwo dał, drugi
wobec zebranych zaklinał się, że zapłaty nie dostał.

## Ewolucja
W związku z niewyodrębnieniem w prawie średniowiecznym prawa karnego i prawa cywilnego sprawca przestępstwa początkowo odpowiadał za zabójstwo przed rodziną zmarłego (z pominięciem instytucji państwowych – co wynikało z ich słabości w średniowieczu). Było to przejawem obowiązującej w prawie karnym zasady prywatnoprawnej. Za śmierć członka rodu domagano się śmierci zabójcy. Wywoływało to zemstę rodu, z którego ten się wywodził, co z kolei prowadziło do wróżd (prywatnych wojen). Istniała jednak alternatywna możliwość pieniężnego wykupienia się od zemsty (początkowo był to warunek wstępny). Główszczyzna była więc swoistym zastępstwem kary śmierci, co powodowało, że nie należała się w wypadku wykonania kary głównej. Karę pieniężną propagowali władcy i Kościół, by ograniczyć wojny rodowe (Pokój Boży). Główszczyznę zobowiązany był zapłacić zabójca. Początkowo, w przypadku, gdy tego nie zrobił (np. w wypadku śmierci, ucieczki, itp.) do uregulowania należności zobowiązana była jego rodzina (z odziedziczonego majątku). W niedługim czasie kara pieniężna stała się regułą, dopiero w razie niezapłacenia główszczyzny sprawca podlegał karze śmierci. Zasada ta uprzywilejowywała ludzi bogatych, zazwyczaj członków szlachty oraz patrycjatu, ponieważ dysponowali oni środkami potrzebnymi do zapłaty kary. Na przełomie XVI i XVII w. wykształciła się inna praktyka – główszczyzny płacono obok kary śmierci (albo obok kary wieży), które były średniowiecznym, dodatkowym publicznym elementem kary (pierwotnie były to również kary pieniężne) – był to tak zwany system kar kompozycyjnych (łączyły w sobie karę prywatną i publiczną). Ostatecznie wraz z rozwojem instytucji państwowych (ich wzmacniania się zwłaszcza w państwach absolutnych) zaczęły one coraz bardziej ingerować w zasady regulujące główszczyznę – ograniczano możliwości jej stosowania, aż wreszcie całkiem zanikła. Był to wyraz zwycięstwa zasady publicznoprawnej w prawie karnym.

## Wymiar główszczyzny
Wysokość główszczyzny była uzależniona od przynależności społecznej zabitego (stanowiło to przejaw stanowości w ówczesnym prawie) np. zgodnie z prawem salickim za zabicie Rzymianina (jeśli nie był biesiadnikiem królewskim) płacono 100 solidów, uśmiercenie wolnego Franka kosztowało 200 solidów, natomiast za śmierć członka drużyny królewskiej wymagano zapłaty 600 solidów. Stanowość w prawie powodowała również, że do pobrania główszczyzny przypadającej za śmierć chłopa uprawniony był również jego pan feudalny, ewentualnie król, który zazwyczaj zatrzymywał połowę kary (za utratę poddanego). Według niektórych porządków prawnych wysokość główszczyzny zależała także od płci ofiary. Przeważnie za zabicie kobiety płacono wyższą karę niż za śmierć mężczyzny (argumentowano to potrzebą zagwarantowania większej ochrony prawnej tej która nie może się bronić orężem). Prawo rypuarskie przewidywało, że za zabicie kobiety, która była w wieku pozwalającym jej rodzić potomstwo groziła główszczyzną trzykrotnie wyższą niż za morderstwo mężczyzny. Na wysokość kary wpływał również wiek ofiary. Zazwyczaj wysokość główszczyzny określano dokładnie, zdarzały się jednak przypadki, gdy dokładne określenie jej wymiaru pozostawiano sędziemu, Edykt Rothara (zbiór prawa longobardzkiego) stanowił: jeśli ktoś zabije przypadkiem małe dziecko niewolnika domowego, niech rozstrzygnie sędzia; niech będzie okupione stosownie do wieku i korzyści, jaką mogło przynieść. W Anglii główszczyzna zwana wergild wynosiła 100 szylingów za wolnego rolnika, a 600 za pana gruntowego.

## Główszczyzna wPolsce
Wykształcenie się główszczyzny w polskim prawie nastąpiło w sposób typowy dla prawa średniowiecznego. Wspomina o niej Księga elbląska, według niej za zabójstwo rycerza lub kupca należało zapłacić karę w wysokości 50 grzywien, natomiast za zabójstwo chłopa lub cudzoziemca – 30 grzywien. W prawie mazowieckim za zabójstwo kobiety przewidziana była dodatkowa kara pieniężna płacona na rzecz księżnej nazywana ruszycą. Kolejne regulacje dotyczące główszczyzny zawierają Statuty Kazimierza Wielkiego gdzie wynosiła: 60 grzywien za zabójstwo szlachcica w Małopolsce (30 w Wielkopolsce), 30 grzywien za zabójstwo włodyki, 15 grzywien za panoszy i 10 grzywien za chłopa (z czego 4 grzywny inkasował kasztelan lub pan dominialny, 6 rodzina zabitego). Następne regulacje dotyczące główszczyzny płaconej za szlachcica pochodzą z lat:
- 1493 – 120 grzywien[8],
- 1588 – 240 grzywien (za zabójstwo przy użyciu broni palnej dwukrotność, czyli 480 grzywien)[9].

Były to pokaźne sumy (dochód ze średniego folwarku wraz ze świadczeniami chłopskimi wynosił około 115 grzywien). Pod koniec XVI w. wzrost wartości główszczyzny był nie tylko spowodowany spadkiem wartości pieniądza, ale również rozwojem przywilejów szlacheckich tego stanu.
Krewni zabitego mieli obowiązek w ciągu 12 tygodni wnieść w grodzie skargę; uchylający się od tej powinności po upływie roku miał ponieść taką samą karę, jak gdyby sam dopuścił się zabójstwa, w braku krewnych sprawę z urzędu wszczynał urząd grodzki. Odmowa spłaty główszczyzny, odbycia kary wieży itp. pociągały banicję i infamię.
Główszczyznę chłopską ustalano w:
- 1581 r. na 30 grzywien[12],
- 1631 r. na 100 grzywien[13].

Połowa przypadała rodzinie, połowę zabierał pan. W prawie wiejskim kary pieniężne (w tym główszczyzna) były rozpowszechnione, ponieważ panowie nie chcieli tracić rąk do pracy na folwarkach.
Główszczyzna za zabójstwo mieszczanina równa była główszczyźnie za zabójstwo chłopa, istniały jednak wyjątki – za zabójstwo: gdańszczan, torunian oraz rajców i ławników niektórych miast płacono główszczyznę szlachecką. W prawie miejskim kobietom przysługiwały stawki o połowę niższe. Strony, w drodze ugody, mogły zmniejszyć kwotę kary ustalonej przez prawo.
W Polsce główszczyzna istniała dłużej niż w innych państwach. Przyczyną tego była słaba pozycja władzy centralnej, oraz przywileje dla szlachty, jakie niósł system kar kompozycyjnych – w razie zabójstwa chłopa lub mieszczanina przez szlachcica płacił on tylko główszczyznę. Ten stan rzeczy był poddany krytyce już od XVI w. – w prawie miejskim czynił to J. Cerasinus Kristein, a w prawie ziemskim Andrzej Frycz Modrzewski.
Zgodnie z artykułem 1 rozdziału 12 III Statutu Litewskiego z 1588 szlachcic za rozmyślne zabójstwo plebejusza karany był śmiercią, wyrok taki mógł zapaść tylko po spełnieniu określonych tamże warunków (m.in. potwierdzenie oskarżenia przez przynajmniej 6 świadków, w tym 2 ze stanu szlacheckiego), przy uwzględnieniu rozmaitych okoliczności łagodzących groziła jedynie kara pieniężna. W 1768 Prawa kardynalne w artykule XX 
rozszerzyły ten artykuł na całość terytorium Rzeczypospolitej wraz z obowiązującą na Litwie ustawą z 1726 zakazującą rodzinie zabitego (pod rygorem odpowiedzialności karnej i nieważności umowy)  nawiązywania układów z zabójcą w celu zwolnienia go od odpowiedzialności w zamian za opłatę.